# Acrobunus bifasciatus
Acrobunus bifasciatus – gatunek kosarza z podrzędu Laniatores i rodziny Epedanidae.

## Występowanie
Gatunek endemiczny dla Sumatry.